# Polly Paulusma
Polly Paulusma (10 novembre 1975) est une chanteuse et compositrice anglaise.
Elle a sorti jusqu'ici deux albums, sur le label One Little Indian. Le premier, Scissors in My pocket, en 2004 est dans la lignée du folk des années 1970. En 2007, son second album, Fingers and Thumbs, se tourne clairement vers un style plus électrique.

## Discographie

### EP
- Leaves on the Family Tree, 2012

### Albums
- Scissors in My Pocket, [CD, LP], 2004.
- Fingers and Thumbs, [CD, LP], 2007.